# ماغي كوهن
ماغي كوهن (1905-1995) (بالإنجليزية: Maggie Kuhn)‏ هي ناشطة حقوق إنسان أمريكية ومدافعة عن حقوق المسنين، ومؤسسة رابطة النمور الرمادية "Gray Panther" التي تهتم بحقوق كبار السن، وكانت تهدف من خلالها توفير الفرصة للأجيال المختلفة للتحاور وتبادل الآراء والتعاون فيما بينها، لتحقيق تعاون حقيقي بين كبار السن وبين الأجيال الشابة يتضمن قيام كبار السن بدور الأجداد والجدات ومساعدة الشبان بالنصيحة، في مقابل سكنهم بأجور رخيصة أو مجانًا لديهم ومقابل ذلك يقوم الشبان بمساعدة كبار السن في إداء بعض الأشياء التي يحتاجونها ولا يقدرون على إنجازها بأنفسهم.
من مقاولاتها الشهيرة:
| ماغي كوهن | قل ما تفكر به حتى وإن ارتعش صوتك | ماغي كوهن |

.